# ساجو نو هانا
ساجو نو هانا (باليابانية: sajou no hana) هي فرقة روك يابانية وقعت عقدًا مع شركتي كادوكاوا ووارنر براذرز اليابان. تتألف الفرقة من المغنية سانا، مع المؤسس وعازف لوحة
المفاتيح شو واتانابي وعازف الجيتار تاتسويا كيتاني كأعضا مساندين. تشكلت فرقة روك في عام 2018، وأصدرت أول أغنية فردية لها "هوشي" في نفس العام؛ واستُخدمت الأغنية الرئيسية كأغنية ختامية لمسلسل الأنمي سيريوس ذا جايجر. كما ظهرت موسيقاهم في مسلسلات الأنمي مثل موب سايكو 100، هل من الخطأ التعرف على الفتيات في الدانجون؟، فصل التجسس، إيشورا.